# Europees blauw
Dit artikel of overzicht is mogelijk incompleet; u kunt helpen door het uit te breiden.
Europees blauw is een kleur, meer een bepaalde blauwtint. Europees blauw is een donkere, diepe blauwtint. Deze kleur wordt ook wel Reflexblauw genoemd.
De Europese vlag met een cirkel van twaalf gouden sterren op een blauwe achtergrond werd in 1955 door de Raad van Europa geïntroduceerd als de Vlag van Europa en werd in 1986 door de Europese Gemeenschap aangenomen als symbool voor al haar instellingen. De kleur blauw werd de officiële kleur van de Europese Unie. De achtergrondkleur werd officieel als „azuurblauw“ aangeduid.
primaire kleur · secundaire kleur · tertiaire kleur · complementaire kleur · kleurencirkel · partitieve kleurmenging · kleurcontrast · kleurtemperatuur

kleurcodering · kleurruimte · CIELAB · CMYK · HSL/HLS · HSV/HSB · HTML-kleuren · NCS · Pantone PMS · RAL · RGB · YIQ · YUV · YPbPr